# Adolphe Dubreuil
Adolphe Dubreuil Philippe (Lima, 1844 –?) fue un fotógrafo peruano, hijo de Francisco Adolfo Dubreuil, y Emilia Philippe, quien realizó trabajos juntos a Eugenio Courret; estuvo a partir de 1892 encargado de la Dirección del Estudio Courret, su hijo René Dubreuil trabajó junto a él.

## Cronología de los Dubreuil
1840 se establece en Lima Francisco Adolfo Dubreuil, comerciante francés, y su esposa Emilia Philippe; se dedican al negocio de la moda al sucederle algunas tiendas de compatriotas que se marcharon a causa del derrumbe de la Confederación Peruana Boliviana.
1842 el 8 de mayo de este año llega al Callao Maximiliano Danti, introductor del daguerrotipo al Perú. Expone vistas y retratos en la ventana del local de la modista Francesa Emilia Philippe de Dubreuil en la Calle de Mercaderes N° 15.
1844 nace en Lima Adolphe Dubreuil Philippe.
1855 los Dubreuil amplían sus negocios de importación con la asociación de Pedro Ducasse.
1861 los Dubreuil se asocian a Perret en los negocios.
1871 en dicho año Eugenio Courret se asocia con Adolphe Dubreuil a fin de contar con un administrador nuevo en los negocios y poder cancelar el contrato de liquidación que había suscrito con su hermano Aquiles
1884 Adolphe Dubreuil contrae matrimonio, en la Iglesia del Sagrario, con Clara Coutier de 23 años, su esposa era de nacionalidad francesa.
1887 la razón social del Estudio Courret cambia a Courret y Cia. Lo que hace suponer una asociación con otros fotógrafos, lo más entendible es que transfiere sus estudios a Adolphe Dubreuil, amigo de juventud, discípulo, socio y uno de sus mejores operarios.
1892 parte a Francia Eugenio Courret por problemas de salud, deja los negocios a su más cercano socio Adolphe Dubreuil.
1905 - 1908 trabajan Adolphe Dubreuil junto a Teófilo Castillo en la dirección del estudio.
1914 Adolphe Dubreuil figura como el dueño del Estudio Courret.
1924 René Dubreuil anunciaba el inicio de la radiodifusión, acontecimiento que al año siguiente le cambiaría la vida a mucho de los peruanos.
1935 quiebra definitivamente del estudio "E. Courret y Cia." causada por varios factores. Dicha decisión fue tomada por René Dubreuil, poco tiempo después del fallecimiento de Adolphe, su padre.